# む
む、ムは、日本語の音節のひとつであり、仮名のひとつである。1モーラを形成する。五十音図の第7行第3段（ま行う段）に位置する。

## 概要

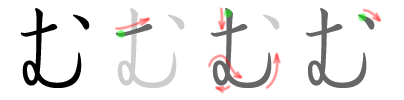
「む」の筆順

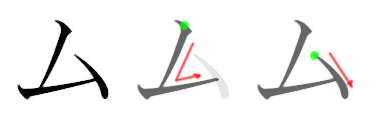
「ム」の筆順

- 現代標準語の音韻: 1子音と1母音からなる音 /mu/。両唇を閉じて鼻から声を出す有声両唇鼻音[m]（ま行子音）と、非円唇後舌狭母音[ɯ]（う）からなる。
- 五十音順: 第33位。
- いろは順: 第23位。「ら」の次、「う」の前。
- 平仮名「む」の字形: 「武」の草体
- 片仮名「ム」の字形: 「牟」の上の部分
- ローマ字: mu
- 点字:
- 通話表: 「無線のム」
- モールス信号: －
- 手旗信号：7→5

- 発音: む[ヘルプ/ファイル]

## む に関わる諸事項
- 漢字の部首「厶部」は片仮名の「ム」と似た字形をしているため、「む」という部首名で呼ばれる。「厶る」と書いて「ござる」と読ませることもある[1]。
- 漢字の部首「无部」は「无」の呉音から単に「む」という部首名で呼ばれることがある。
- 平安時代には「ん」という文字が無かったため、「む」は撥音を表す際にも用いられた。